# 온라인 분석 처리
온라인 분석 처리(Online Analytical Processing, OLAP)는 의사결정 지원 시스템 가운데 대표적인 예로, 사용자가 동일한 데이터를 여러 기준을 이용하는 다양한 방식으로 바라보면서 다차원 데이터 분석을 할 수 있도록 도와준다.
OLAP는 1993년 에드거 F. 커드에 의해 처음 제안된 것으로, 그는 OLAP을 사용자가 다차원 정보에 직접 접근하여 대화 형태로 정보를 분석하고 의사결정에 활용하는 과정이라고 정의하였다. 이 기술은 기업들에게 단순한 거래처리를 넘어선 정보의 활용 가능성을 보여주었고, 이를 계기로 적극적인 데이터의 활용을 통한 의사결정의 중요성이 강조되었다.
OLAP란 최종 사용자가 다차원 정보에 직접 접근하여 대화식으로 정보를 분석하고 의사결정에 활용하는 과정에서 등장하였다. 사용자는 온라인상에서 직접 데이터에 접근하며, 대화식으로 정보를 분석하므로 사용자가 기업의 전반적인 상황을 이해할 수 있게 하고 의사결정을 지원하는 데 그 목적이 있다고 할 수 있다.

## 특성
온라인 분석 처리의 특성은 다음과 같다.
- 다차원 정보 제공

다차원정보에 직접적으로 대화 형태로 분석하는 것이 OLAP의 특징이다. 보통 데이터베이스는 2차원인데, 현업에서 요구하는 것은 다차원이다. 그래서 다차원 데이터베이스를 만들고 전문화된 데이터베이스 엔진으로 정보를 추출하는 것이 OLAP이다.
- 중간 매개자 없이 사용자가 직접 데이터 접근

OLAP는 중간 매개자가 없이 사용자가 온라인으로 접근한다. 홈뱅킹, VOD,또는 TV쇼핑 등에 사용할 수 있다.
- 대화형태 정보분석

OLAP는 대화 형태로 정보가 분석된다. 대화로 진행되기 때문에 사용자는 명령을 하고 오래 기다리지 않는다. 따라서 신속성이 중요하다.
사용자가 질의했을 때 신속하게 처리해야 한다.
- 의사 결정지원

질의, 목표탐색, 원인-결과 분석

## 같이 보기
- 온라인 트랜잭션 처리